# Otto Engelke
Otto Engelke, född 18 september 1815 i Göteborg, död 14 oktober 1895 i Norrköping, var en svensk industriman.
Otto Engelke var son till tullfiskalen och vice häradshövdingen Johan Fredrik Engelke. Han kom till Norrköping från Uddevalla under hösten 1831 och blev anställd i specerihandeln Lindström & Skog där och senare hos handlaren Carl Johan Nelin. Sedan han anställts hos klädesfabrikanten Johan Jacob Schubert fick han möjlighet att studera arbetet och etablerade sig 1845 själv med en egen klädesfabrik. I början hade han 14 anställda men hade 1850 utökat verksamheten och hade då 36 anställda. Tillsammans med sin barndomsvän Oscar Wilhelm von Schmalensee beslutade han 1852 att anlägga ett ylleväveri men valde i stället att satsa på ett bomullsväveri som blev Norrköpings Bomullsväfveri. Engelke blev bolagets första disponent och verkställande direktör och medlem av styrelsen. 1877 lämnade han direktörskapet för företaget till förmån för sin brorson Daniel Engelke men kvarstannade i styrelsen fram till 1890. Han var därtill ledamot av styrelsen Norrköpings sparbank 1872-1886, 1880-1886 som vice ordförande, och var administratör vid likvidationen av Smedjeholmens AB 1878-1881 och ledamot av styrelsen för Ströms AB 1881-1889.
Engelke blev 1877 riddare av Vasaorden.